# Farhoud
Le Farhoud (en arabe : الفرهود « dépossession violente, pogrom ») est une émeute sanglante contre les Juifs de Bagdad, alors capitale du royaume d'Irak.
Il survient les 1er et 2 juin 1941, alors que la ville ne possède plus d'autorités politiques, après la fuite du sympathisant nazi Rachid Ali al-Gillani et avant l'arrivée des forces britanniques et transjordaniennes. Les émeutes font environ 180 victimes juives selon les sources officielles.

## Contexte

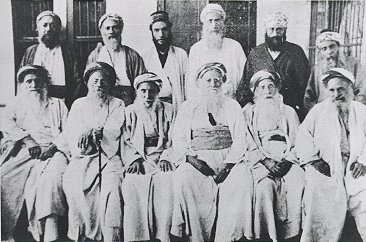
Le rabbin de Bagdad (he) Avraham Hillel (extrême gauche, assis) avec d'autres rabbins irakiens dont Sassoon Kadouri, Yehuda Moshe Fatih ou Isaac Abraham Salomon/Jilda, Bagdad, 1906.

La présence juive en Irak, l'ancien royaume babylonien, remonte à plus de 2 500 ans, à la suite de l'exil à Babylone. En 1941, on compte approximativement 150 000 Juifs irakiens dont environ 90 000 à Bagdad et 10 000 à Bassora. Ils jouent un rôle actif dans la vie irakienne, dans l'agriculture, le commerce, la finance et même l'administration, et deviennent des citoyens à part entière sous le mandat britannique.
Le massacre du Farhoud a été confiné à la seule ville de Bagdad. Des sources indiquent cependant que si les assassinats n'ont effectivement eu lieu qu'à Bagdad, les violences physiques contre les Juifs et le pillage de leurs biens se sont produits à Mossoul, Kirkouk, Erbil, Bassorah, Amara et Falloujah où vivaient de moins grandes communautés juives qu'à Bagdad. 
Des historiens ou sociologues, tel Yehouda Shenhav, s'accordent à considérer qu'il s'agit là d'un événement exceptionnel dans l'histoire des relations judéo-musulmanes en Irak[réf. nécessaire]. Il se produisit quelques heures avant l'entrée des Britanniques à Bagdad pendant la Seconde Guerre mondiale, après la fuite du Premier ministre pro-nazi Rachid Ali al-Gillani, qui laissa Bagdad en proie à l'anarchie politique. Il était de l'intérêt des Britanniques, écrit Shenhav, que se produisent des affrontements entre juifs et musulmans.
C'est dans des sources moins académiques que le Farhoud est présenté comme un événement révélateur d'un antisémitisme en Irak. En effet, dans l'histoire des Juifs en Irak, les Juifs, écrit la journaliste Julia Magnet, ont connu deux émeutes d'ampleur, à Bassorah en 1776 et à Bagdad en 1828. De plus, au long de leur longue histoire en Irak, les Juifs ont été victimes à maintes reprises des violences, et de décrets ordonnant la destruction de leurs synagogues ; certains ont été forcés sous la menace de se convertir à l'islam, selon l'essayiste (en) Bat Ye'or.
Le terme de « pogrom » utilisé par certains spécialistes est récusé par d'autres, dans la mesure où il assimile à tort l'expérience historique des juifs orientaux à celle des juifs européens, bien que les procédés et les résultats soient sensiblement identiques dans ces deux zones géographiques.
La Société des Nations a confié le mandat de l'Irak au Royaume-Uni, perçu comme un envahisseur détestable dont les Juifs seraient les alliés naturels. Entre 1914 et 1922, les Juifs se sont sentis protégés par les Britanniques qui ne toléraient aucune moquerie, ni violence physique contre eux.
L'Irak connaît un regain d'antisémitisme[réf. nécessaire] après la défaite de l'Empire ottoman lors de la Première Guerre mondiale. Le mécontentement populaire est entretenu et cultivé par Fritz Grobba, l'ambassadeur d'Allemagne en Irak de 1932 à 1941, qui fournit généreusement argent, livres et films. En 1934, des dizaines de fonctionnaires juifs Ministère de l'Économie et des Transports sont mis à pied ; à partir de 1935, le nombre d'étudiants juifs dans les établissements scolaires publics commence à être limité de manière officieuse ; en 1936, 300 fonctionnaires juifs sont licenciés dont de nombreux hauts responsables.

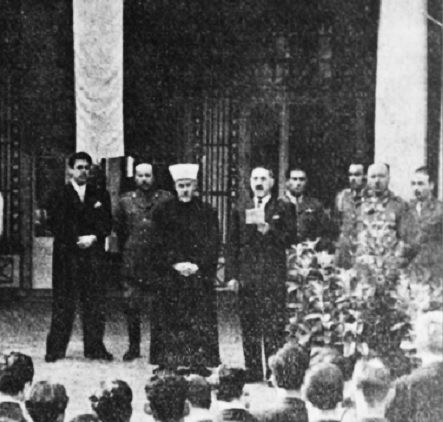
Réfugiés à Berlin, Rashid Ali al-Gilani et le mufti Amin al-Husseini lors de l'anniversaire du coup d'État en Irak du 1er avril 1941, Berlin (année inconnue).

Outre le soutien aux mouvements antisémites et fascistes locaux, des intellectuels et des officiers sont invités en Allemagne en tant qu'hôtes d'honneur du parti nazi, notamment le mufti de Jérusalem, Mohammed Amin Al Husseini, et des textes antisémites sont publiés en arabe dans les journaux. L'ambassade d'Allemagne achète le journal Al Alim Al Arabi (« Le monde arabe ») qui publiera une traduction en arabe de Mein Kampf et des Protocoles des Sages de Sion, outre sa propagande antisémite ordinaire. Elle soutient aussi la formation d'Al-Futuwwa, un mouvement de jeunesse basé sur le modèle des Jeunesses hitlériennes qui envoie un délégué au congrès du parti nazi à Nuremberg en 1938 et accueille le chef des Jeunesses hitlériennes, Baldur von Schirach. En 1939, Al-Futuwwa compte près de 63 000 membres.

## Événements précédant le Farhoud

### Coup d'État du Carré d'or
Michael Eppel explique le Farhoud par l'influence de l'idéologie allemande sur le peuple irakien ainsi que par le nationalisme extrémiste qui atteindra son point culminant lors du coup d'État du Carré d'or.
Les Britanniques installent le prince Abdul Ilah comme régent pour gouverner l'Irak après la mort en 1939, dans un accident de voiture du roi Ghazi, qui avait succédé sur le trône au roi Fayçal Ier.
Le 1er avril 1941, un groupe de quatre officiers irakiens sunnites et pronazis, connu sous le nom de Carré d'or, membre du Cercle des Sept et mené par le général Rachid Ali al-Gillani, renverse le régent Abdul Ilah après un coup d'État réussi. Le nouveau gouvernement irakien pro-nazi entre bientôt en conflit avec les Britanniques sur les termes du traité militaire imposé à l'Irak lors de son indépendance. Le traité donne aux Britanniques des droits illimités pour le maintien de leurs troupes en Irak et pour leur passage au travers de l'Irak. Les Britanniques font parvenir un important contingent militaire d'Inde pour intimider le pays. L'Irak refuse de les laisser entrer et des affrontements ont lieu près de Bassorah dans le Sud et à l'ouest de Bagdad près de la base et de l'aérodrome militaire britanniques. Les Allemands envoient un groupe de 25 avions de chasse pour aider les Irakiens par une attaque aérienne infructueuse contre la base aérienne britannique d'Habbaniya.
Winston Churchill, le Premier ministre du Royaume-Uni, envoie un télégramme à Franklin D. Roosevelt, président des États-Unis, l'avertissant que si le Moyen-Orient tombait aux mains des Allemands, la victoire contre les nazis serait une « difficile, longue et funèbre aventure » car Hitler aurait accès aux immenses réserves pétrolières de ces pays (ce télégramme concerne non seulement l'Irak, mais l'ensemble du Moyen-Orient).
Le 25 mai 1941, Hitler fait paraître son « Ordre 30 », intensifiant les opérations offensives allemandes : « Le Mouvement de Libération arabe au Moyen-Orient est notre allié naturel contre l'Angleterre. Dans ce but, une importance spéciale est donnée à la libération de l'Irak… J'ai en conséquence décidé d'aller de l'avant au Moyen-Orient en soutenant l'Irak. »
Le 30 mai 1941, la colonne volante britannique Kingcol, conduite par le général de brigade James Joseph Kingstone atteint Bagdad, forçant le Carré d'or et ses partisans à s'enfuir en Allemagne en passant par l'Iran. Kingcol a dans ses rangs quelques éléments de la Légion arabe, conduits par le major John Bagot Glubb, plus connu sous le nom de Glubb Pasha.
Le 31 mai 1941, le régent Abdul Ilah rentre à Bagdad sans escorte britannique pour reprendre son pouvoir, afin de ne pas être associé par la population à la contre-attaque anglaise.
Le 1er juin 1941, les Juifs commencent à célébrer joyeusement la fête juive de Shavuot, fête des moissons.

### Actions antisémites précédant le Farhoud
Le professeur Zvi Yehuda (en)⇔Zvi Yehuda (he) soutient que l'événement ayant conduit aux émeutes est un prêche anti-juif dans la mosquée Jami-Al-Gaylani et que la violence était préméditée. Il se base, pour étayer sa thèse, sur les déclarations de témoins oculaires et sur des analyses des différentes méthodes d'actions,.
L'écrivain Sami Michael (he), un témoin du Farhoud, témoigne en effet que :
« la propagande antisémite était transmise quotidiennement par la radio locale et par Radio Berlin en langue arabe. Divers slogans anti-juifs étaient peints sur les murs sur mon chemin de l'école, tels que : « Hitler tue les parasites juifs ». Les magasins détenus par les musulmans étaient marqués « musulman » de façon à ne pas être pillés dans le cas d'émeutes contre les Juifs. »
Shalom Darwish (he), le secrétaire de la communauté juive de Bagdad, corrobore que plusieurs jours avant le Farhoud, les maisons des Juifs étaient, elles, marquées d'une main rouge (« khamsa ») peinte par les jeunes du mouvement Al-Futuwwa.
Les rumeurs antisémites sont en effet à leur comble en 1941. Lors de la chute du gouvernement de Rachid Ali al-Gillani, il se murmure que les Juifs utilisent des miroirs pour guider les forces aériennes britanniques. Le village de Sandur au Kurdistan avait d'ailleurs déjà subi un pogrom pendant la guerre anglo-irakienne, faisant une dizaine de morts parmi la petite communauté juive locale. Des nationalistes arabes percevaient les Juifs de Bagdad comme des sionistes ou des sympathisants sionistes et justifiaient les attaques comme étant une réponse au conflit entre Juifs et Arabes en Palestine.
Deux jours avant le Farhoud, Younis Sabawi, un ministre du gouvernement devenu gouverneur de Bagdad autoproclamé, convoque le rabbin Sassoon Kadoorie, chef spirituel de la communauté, et lui recommande que les Juifs restent terrés chez eux pendant les trois jours suivants par mesure de sécurité. Un comité d'investigation put déterminer plus tard que Younis Sabawi avait l'intention de tuer les Juifs, mais il n'est resté à la tête de Bagdad que quelques heures, avant d'être remplacé par un comité de sécurité publique.

## Les émeutes de juin 1941

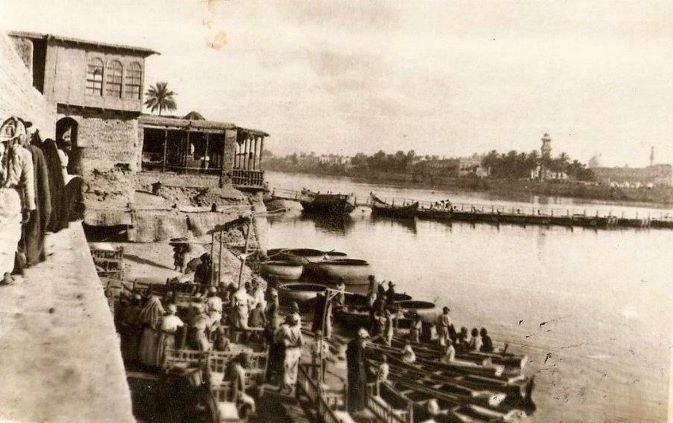
Bab al-Seef, Al-Karkh, en 1917.

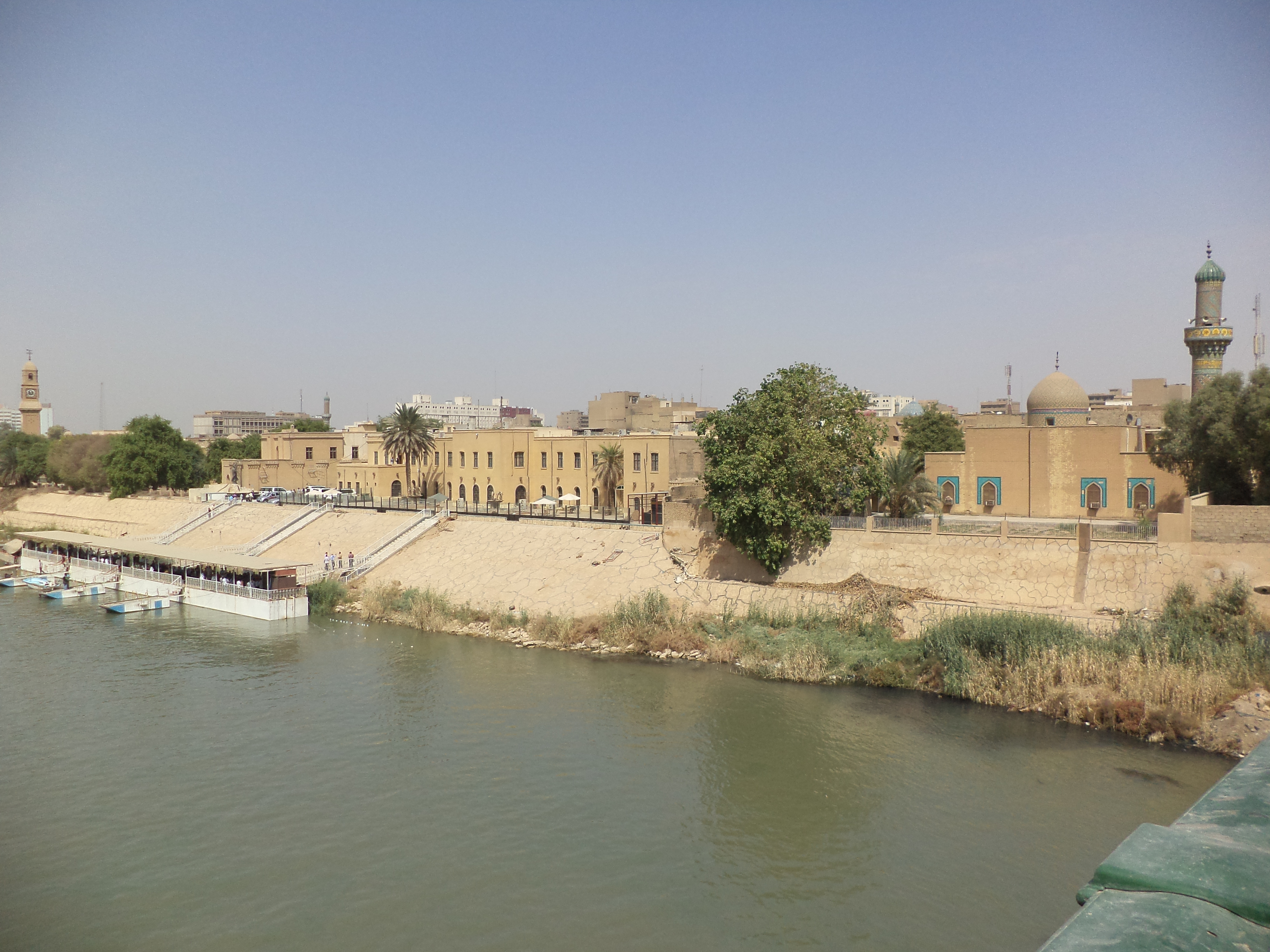
Quartier al-Saray, de nos jours al-Rusafa, Bagdad.

Le Farhoud a lieu pendant la fête juive de Chavouot, jour de joie pour toutes les communautés juives du monde. Ignorant la symbolique purement religieuse de cette fête, la propagande antisémite accuse immédiatement les Juifs de célébrer la victoire des Britanniques sur les troupes irakiennes.
Selon les sources du gouvernement irakien et des forces britanniques, les violences débutent lorsqu'une délégation de Juifs irakiens, envoyée pour rencontrer le régent Abdul Ilah, arrive au palais des fleurs (Qasr al Zuhur). Elle est attaquée par une foule composée de soldats et de civils alors qu'elle traverse le pont Al Khurr. Un Juif est tué et les blessés sont transportés à l'hôpital. Peu de temps après, des violences éclatent dans les quartiers à majorité juive d’Al Rusafa et d’Abu Sifyan ; elles s'amplifient le jour suivant quand des policiers irakiens, accompagnés d'habitants des taudis du quartier d’Al Karkh et autres Bédouins, se joignent aux premiers attaquants pour piller, violer et tuer. Les magasins appartenant aux Juifs sont pillés et une synagogue brûlée.
Layer Abudia, survivante du massacre à l'époque duquel elle était enfant, témoigne :
« J'ai vu des gens tuer au moins quatre ou cinq Juifs devant moi. Chaque voiture était fouillée par la foule et les Juifs en étaient extraits et fusillés. J'ai entendu qu'ils avaient tué 20 à 25 personnes dans la zone de l'aéroport. »
Un autre survivant, Nassim al-Qazzaz, se remémore :
« Cette nuit, nous avons entendu des cris provenant des maisons des Juifs. Leurs habitants étaient tués et leur maison pillée. Ceci a continué pendant au moins 24 heures. Le jour suivant, vers midi, le régent Abdul Illah donna l'ordre de tirer sur la foule. Il aurait pu donner cet ordre la veille, évidemment, avant que les choses empirent, mais il a préféré ne pas intervenir de façon que la foule libère sa colère contre les Juifs. »
Même à l'hôpital, des infirmières juives se plaignent que des blessés irakiens menacent de les violer ; certains soldats irakiens blessés menacent de tuer les Juifs hospitalisés et doivent être maîtrisés par la police appelée par Jamil Dallali, le directeur de l'hôpital. Pour cette raison, la plupart des blessés juifs sont transférés à l'hôpital juif Mir Elias le 2 juin, où les médecins juifs reconnaissent que les blessés ont été traités avec professionnalisme grâce aux efforts du Dr Saib Showkat, doyen de la faculté de médecine de Bagdad, chef de la chirurgie et administrateur de l'hôpital central de Bagdad.
Des docteurs musulmans n'ont pas hésité à soigner les victimes juives qu'on leur amenait et certains musulmans ont, au péril de leur vie, protégé et caché des Juifs pendant les émeutes.
Ce n'est que dans l'après-midi du 2 juin, après deux jours d'émeutes que les forces britanniques répriment la violence en imposant à 17 heures un couvre-feu et en tirant à vue sur les contrevenants.
Le journaliste Tony Rocca du Sunday Times de Londres va mener une enquête et attribue le retard d'intervention des troupes à la décision personnelle de l'ambassadeur britannique de l'époque, Kinahan Cornwallis (en), qui n'a pas exécuté les ordres reçus de Londres et a rejeté les supplications de ses officiers de mettre un terme aux émeutes. D'autres témoignages suggèrent que les Britanniques ont retardé leur entrée dans Bagdad de 48 heures, parce qu'ils voulaient que les passions dans la ville s'exaspèrent et qu'ils avaient tout intérêt en des échauffourées entre musulmans et Juifs.

### Bilan et conséquences du Farhoud

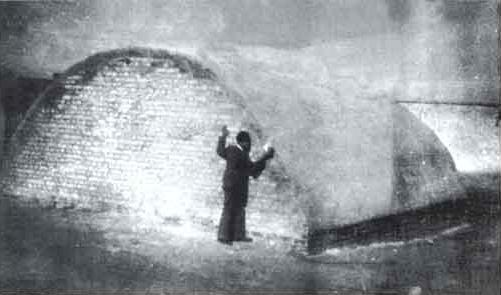
Charnier des victimes du Farhoud, 1946.

Les émeutes n'ont duré que deux jours, entre la signature du cessez-le-feu le 31 mai 1941 et l'entrée de l'armée britannique dans la ville le 2 juin. Entre 150 et 180 Juifs furent assassinés, 600 autres blessés, un nombre indéterminé de femmes violées, et quelque 1 500 maisons et commerces pillés,.
Le bilan officiel est d'environ 180 Juifs tués et de 240 blessés. 586 commerces appartenant à des Juifs ont été pillés et 99 maisons juives détruites,. Huit assaillants dont des officiers de l'armée et de la police sont condamnés à mort, après les violences, par le gouvernement irakien.
Les dommages causés sont estimés entre 3 et 3,5 millions de livres sterling. Les Juifs ne sont pas autorisés à enterrer eux-mêmes leurs morts qui sont récupérés par le gouvernement et enterrés dans une fosse commune.
D'autres sources donnent un nombre de morts et de blessés beaucoup plus élevé : près de 200 morts et plus de 2 000 blessés ; quelque 900 habitations juives pillées et détruites, et des centaines de commerces saccagés,. Bernard Lewis est d'avis que « les estimations non officielles étaient beaucoup plus élevées que les statistiques officielles » et avance les nombres de 600 Juifs tués et 240 blessés.

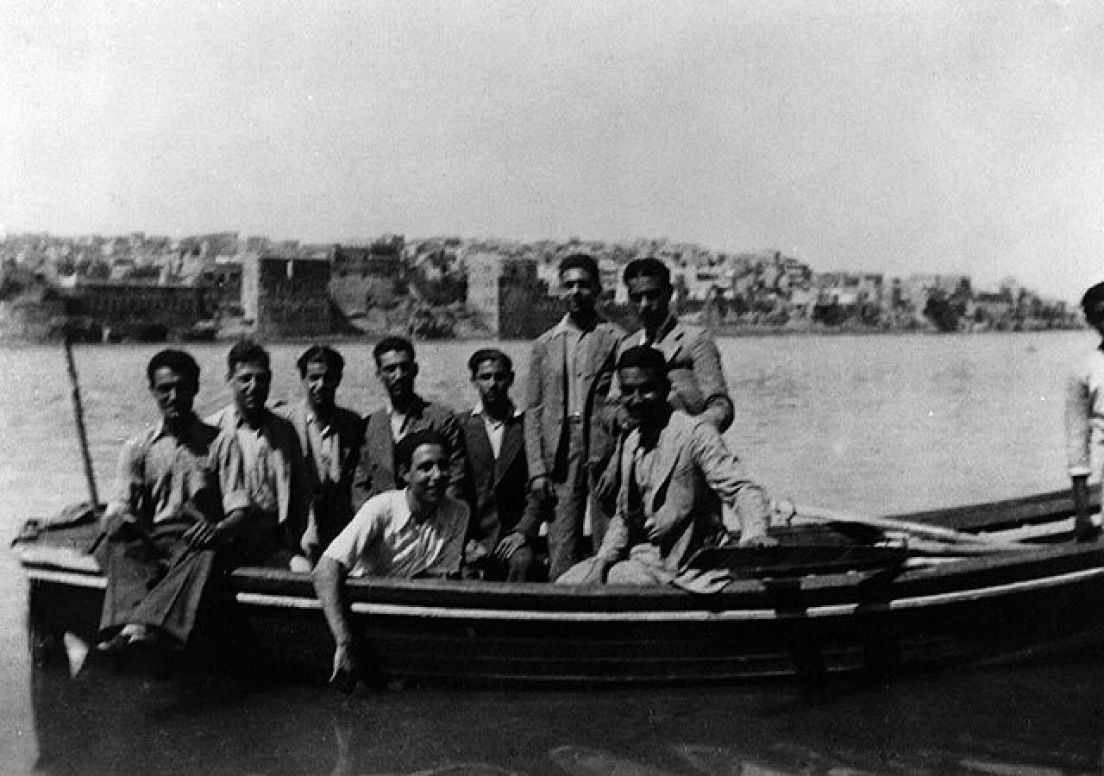
Juifs irakiens rescapés du Farhoud, atteignant la Palestine après de nombreuses difficultés, 1941.

Un millier de Juifs fuient alors l'Irak, la plupart pour l'Inde (la Palestine mandataire leur est fermée et par les autorités irakiennes et par les Anglais) en Iran ou au Liban mais le retour au pouvoir de Nouri Saïd permet aux Juifs de Bagdad de retrouver leur prospérité commerciale ; le gouvernement irakien les indemnise même pour les dommages subis. 
« Les écrivains arabes de l'époque ne mentionnèrent que vaguement le Farhoud et le décrivirent comme une conséquence de l'activité sioniste au Moyen-Orient ».
Des historiens indiquent qu'après le pogrom, les Juifs irakiens ont rapidement retrouvé confiance. Certains réfugiés sont retournés en Irak. Pour Bashkin (en), l'attachement de la communauté juive à l'Irak était si tenace que même après un événement horrible, la plupart des Juifs ont continué à croire que l'Irak était leur patrie. Ce ne fut seulement qu'en 1948, après que le gouvernement irakien eut lancé un changement de politique envers les Juifs irakiens en limitant leurs droits civils et assassinant de nombreux employés juifs de l'État, que le Farhoud a commencé à être considéré comme bien plus qu'un simple déchaînement de violence initiée par des influences étrangères et la propagande nazie.
Pour d'autres historiens cependant, le Farhoud marque un tournant décisif pour les Juifs d'Irak : à la suite de cet événement, ils seront régulièrement sujets à la violence, aux persécutions, boycotts et confiscations avant d'être expulsés en 1951. De 1950 à 1952, l'opération Ezra et Néhémie permet d'emmener la quasi-totalité des Juifs d'Irak vers l'État d'Israël nouvellement indépendant.
En 2003, la population juive d'Irak ne dépasse pas 100 personnes et en 2008, leur nombre est estimé à 7.

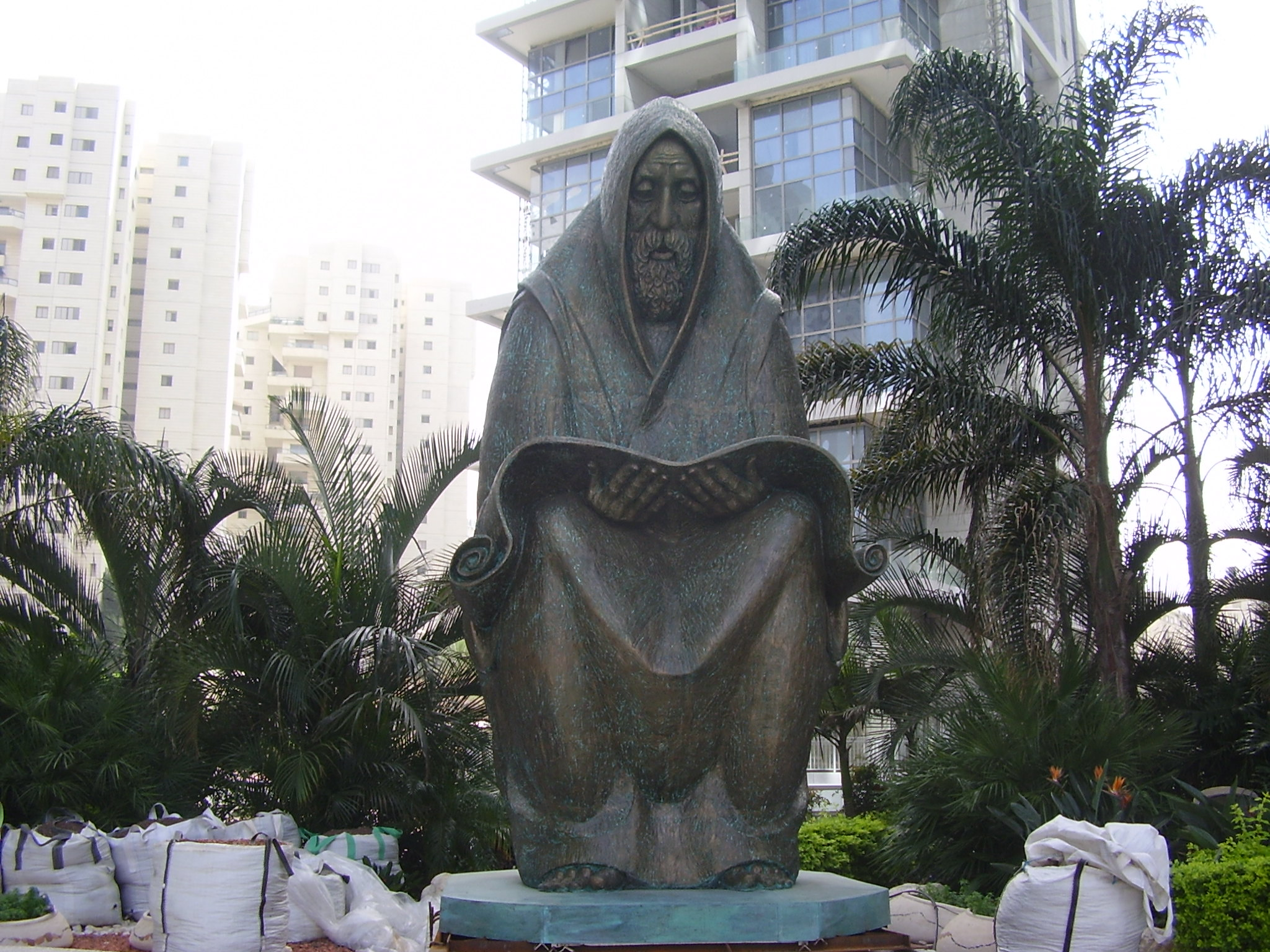
Statue « Prière » située à Ramat Gan (Israël), à la mémoire des morts du Farhoud et des 12 Juifs pendus à Bagdad en 1969.

En Israël en 2014, les survivants du Farhoud ont demandé à être inclus au groupe des victimes de la Shoah nazie et à bénéficier des mêmes droits mais leur demande a été rejetée, aussi en appel en 2015, au motif qu'aucun lien de causalité n'a été trouvée entre le Farhoud et le nazisme, et que les compensations octroyées en vertu de la loi sur les victimes de persécutions nazies ne peuvent leur être attribuées. En 2017, une subvention annuelle et la gratuité des médicaments leur sont néanmoins accordées.

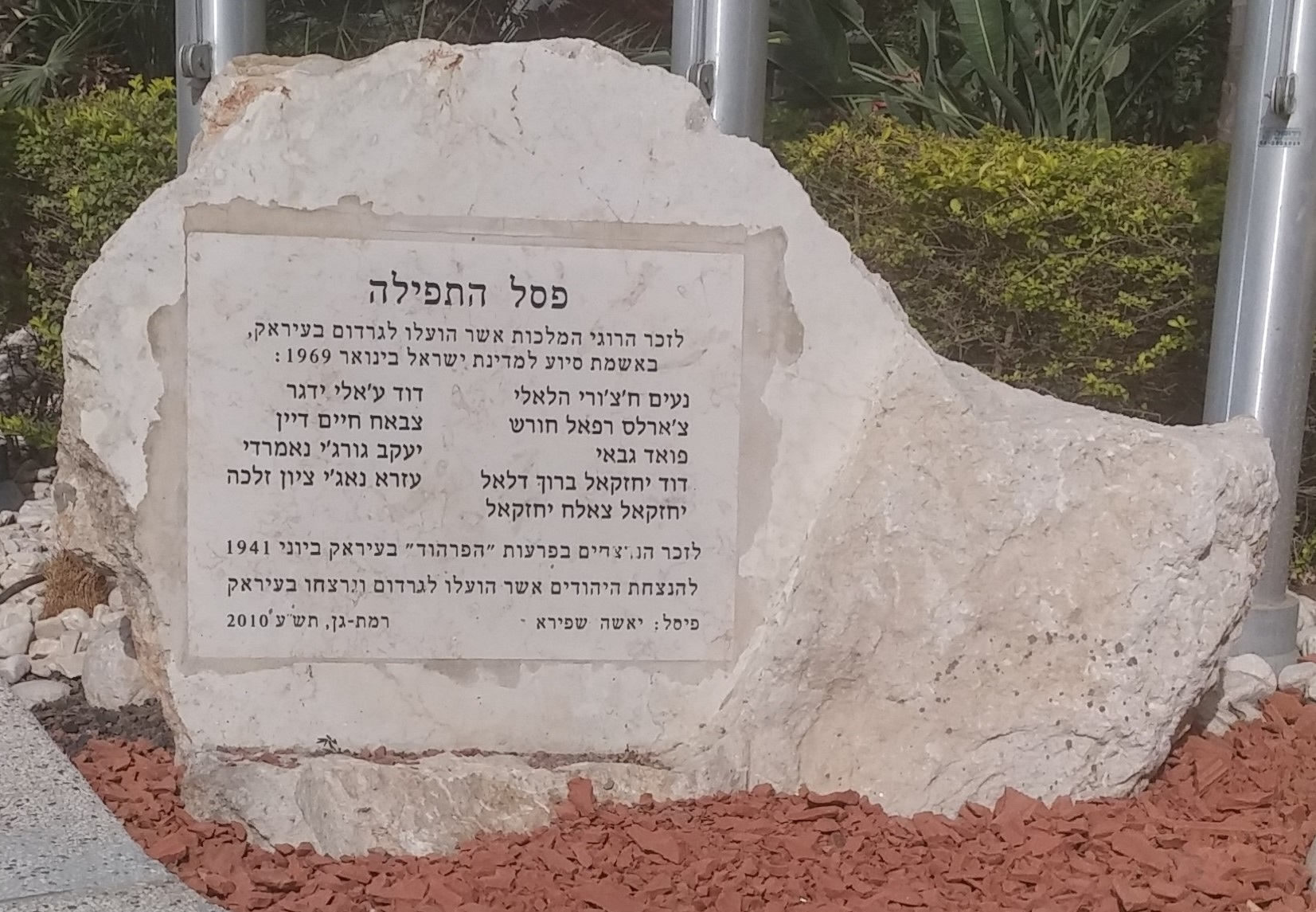
Plaque de la sculpture Prières à Ramat Gan.

Le 24 février 2010, est inaugurée en Israël, à Ramat Gan, la statue « Prière », monument à la mémoire des personnes tuées lors du Farhoud de 1941, et des 12 Juifs pendus à Bagdad en 1969. Cette statue de bronze, de 5 mètres de haut environ, est l'œuvre du sculpteur Yasha Shapiro (uz).